# 科爾帕舍沃
58°19′N 82°55′E / 58.317°N 82.917°E
科爾帕舍沃（俄语：Колпа́шево）是俄羅斯托木斯克州中部的一個城市，位於州府托木斯克西北270公里的鄂畢河畔。2002年人28,441人。
科爾帕舍沃於17世紀初建立，1938年正式設市。